# Carbondale (Colorado)
Carbondale è un centro abitato (town) degli Stati Uniti d'America, situato nella contea di Garfield dello Stato del Colorado. Nel censimento del 2000 la popolazione era di 5.196 abitanti.

## Geografia fisica
Secondo i rilevamenti dell'United States Census Bureau, Carbondale si estende su una superficie di 5,2 km².